# مرکونگه
مرکونگه (به صربی: Mrkonje) یک منطقهٔ مسکونی در صربستان است که در مدوجا واقع شده‌است. مرکونگه ۴۴ نفر جمعیت دارد.